# المعذبون في الأرض
المعذَّبون في الأرض هي مجموعة قصصية للكاتب طه حسين نشرت في بيروت عام 1949م. يحتوي الكتاب على إحدى عشرة قصة تتكلم عن معاناة الناس بشتى أشكالهم، سواء الفقراء منهم أو المعدمين أو المرضى، وكيف أن الحياة ظلمتهم. عكست هذه المجموعة القصصية القصيرة أزمات الحياة المصرية التي عاشتها في مرحلة الأربعينات .
تميز الكاتب بحرية الفكر والقول والجرأة وبشخصية أدبية متفوقة، وبتوقف في منتصف الحديث مخاطبا القارئ ويخبره بخلجات نفسه، وبأنه يعرف مدى فضول القارئ لمعرفة بقية القصة، كما استخدم الكاتب في قصصه أسلوباً أدبياً مشوقاٌ.

## النشر في الصحافة
بدأ طه حسين نشر قصص الكتاب في الصحافة بقصة عنوانها "المعذبون في الأرض" من يناير 1946م وحتى نهاية عام 1948م، وحين رغب في طبعه واجه معارضة من السلطة المصرية، فاضطر لنشره في المطبعة العصرية بمدينة صيدا اللبنانية في سبتمبر 1949م دون مقدمة، وأخذت النصوص الأولى عناوين بأسماء أبطالها: "صالح" و"قاسم"، و"خديجة" ثم "المعتزلة" و"صفاء"، واحتفظت بقية النصوص بعناوينها "رفيق"، و"خطر"، و"تضامن"، و"ثقل الغنى"، و"سخاء"، وأخيرا "مصر المريضة"، وحين قامت ثورة يوليو أعاد نشر كتابه في شهر نوفمبر ضمن مطبوعات دار المعارف، مع إضافة مقدمة تحكي قصة الكتاب ومنعه في مصر.

## وصلات خارجية
- المعذَّبون في الأرض على موقع مؤسسة هنداوي
- المعذبون في الأرض والتمرد على أصول فن الرواية والقصص